# Forugh Farrochzad
Forugh Farrochzad (pers. ‏فروغ فرخزاد‎ ur. 5 stycznia 1935 w Teheranie, zm. 13 lutego 1967 w Tafreszu) – irańska poetka.

## Życiorys
Miała sześcioro rodzeństwa, była trzecim dzieckiem pułkownika i gospodyni domowej. Uczęszczała do koedukacyjnej szkoły podstawowej, następnie uczyła się w szkole średniej, gdzie kształciła się z zakresu malarstwa i krawiectwa.
Poślubiła satyryka i rysownika, Parwiza Szapura w wieku 16 lat. Mieli jednego syna Kamiara i rozwiedli się po dwóch latach związku w 1954 roku. Po rozstaniu ojciec otrzymał pełnię praw do opieki nad dzieckiem, co negatywnie wpłynęło na psychikę matki – była przez miesiąc leczona w klinice psychiatrycznej.
Odbyła kilkumiesięczną podróż po Europie w 1958 roku. Po powrocie do Iranu rozpoczęła pracę w studiu filmowym Golestan, początkowo jako sekretarka, następnie jako pisarka i tłumaczka. Adoptowała Hosseina Mansouriego z Azerbejdżanu.
Bernardo Bertolucci przeprowadził z nią wywiad i nagrał o niej krótki film w 1963 roku.
Zginęła w wypadku samochodowym. Została pochowana w Teheranie na cmentarzu Zahir-od-Dowleh.

## Twórczość
Jej pierwszy tomik poezji ukazał się, gdy miała 17 lat, w 1955 roku; był odebrany negatywnie przez konserwatystów jako feministyczny. W 1963 roku nagrała film dokumentalny o trędowatych z Tabrizu, który nagrodzono na Międzynarodowym Festiwalu Filmów Krótkometrażowych w Oberhausen. 
Zostawiła zbiór pięciu tomów poezji, kilka rozproszonych wierszy i jedno opowiadanie oraz książkę podróżniczą, kilka tekstów krytycznych, dwa niepublikowane scenariusze i wypowiedź na temat współczesnej poezji.
Do dziś jednak jej twórczość cieszy się dużym zainteresowaniem. Jej poezja jest porównywana do dokonań Sylvii Plath. Dużo wierszy jest poświęconych tematyce miłosnej, jednak jej teksty mają także wymiar filozoficzny i egzystencjalny. Częstymi motywami pojawiającymi się w jej wierszach są lustro i okno.
Jej twórczość była tłumaczona na wiele języków świata. Po irańskiej rewolucji islamskiej część jej dzieł została zakazana w ojczyźnie. 

### Publikacje książkowe
- Jeniec(inne języki) (Asir اسیر)[6] (1955)[1]
- Mur(inne języki) (Diwâr دیوار)[6] (1956)[1]
- Bunt(inne języki) (Esjân عصیان)[6] (1958)[1]
- Powtórne narodziny(inne języki) (Tawallodi digar تولدی دیگر)[6] (1964)[1]
- Uwierzmy w nadejście pory chłodów(inne języki) (Imân bijâwarim be âqâz-e fasli sard ایمان بیاوریم به آغاز فصل سرد)[6] (pośmiertnie, 1967)[1]